# Chrysopilus schinusei
Chrysopilus schinusei är en tvåvingeart som beskrevs av Lindner 1924. Chrysopilus schinusei ingår i släktet Chrysopilus och familjen snäppflugor. Inga underarter finns listade i Catalogue of Life.